# 네온펀치

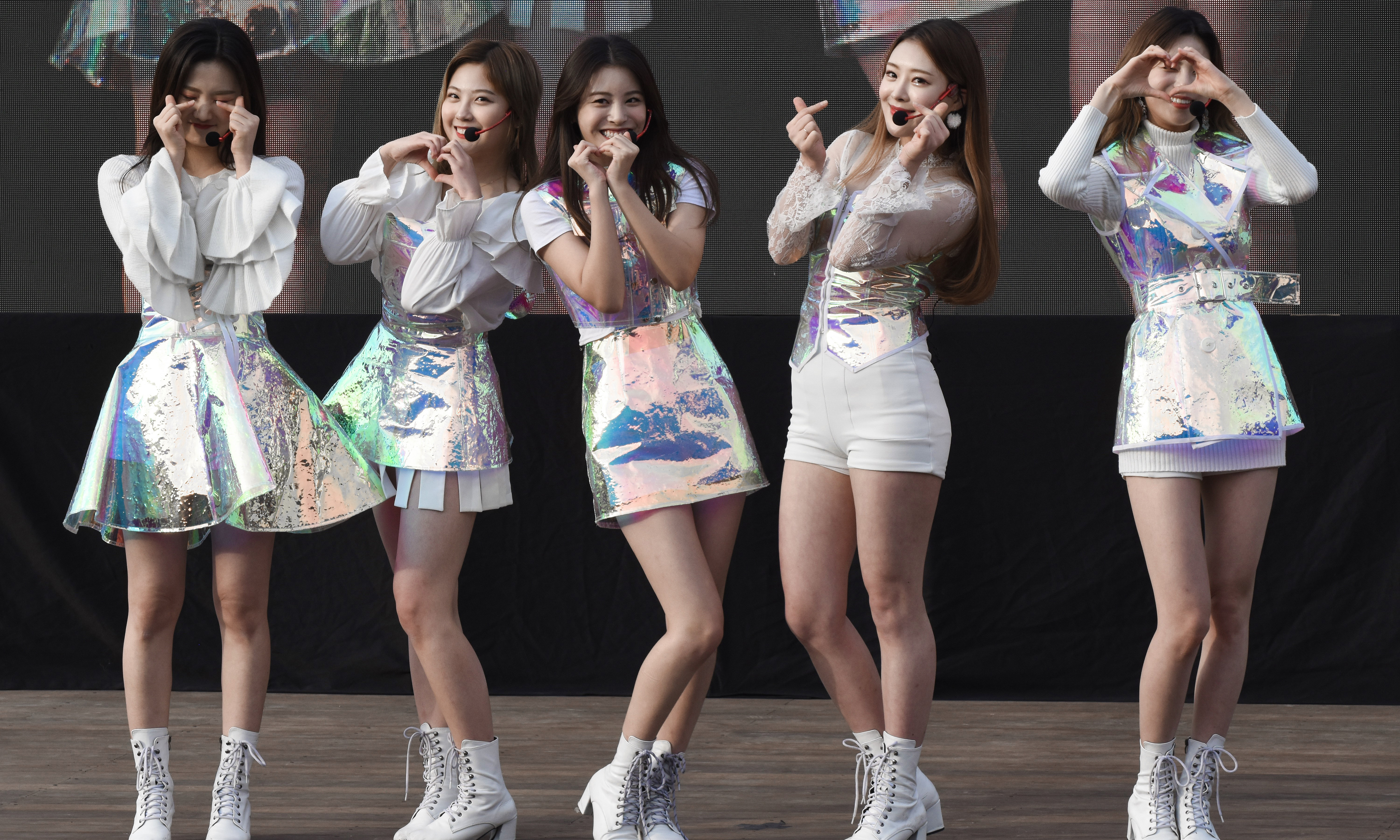

네온펀치(NeonPunch)는 도희, 메이, 이안, 백아, 다연으로 이뤄진 5인조 걸 그룹이다. A100엔터테인먼트 소속이었다. 2020년 8월, 공식적으로 해체되었다.